# Fakfakhalbinsel
Die Fakfakhalbinsel ist eine Halbinsel am westlichen Ende der Insel Neuguinea.

## Geographie
Die Fakfakhalbinsel bildet die Nordwestspitze der Bomberai-Halbinsel. Sie trennt die Berau-Bucht und die Tamaruni-Bucht im Südwesten. Den Rücken der Halbinsel bildet das Fakfakgebirge. Hauptort ist Fakfak an der Südküste. Es ist auch der Verwaltungssitz des indonesischen Regierungsbezirks Fakfak (Provinz Papua Barat), zu dem die Halbinsel gehört.

## Fauna
Zur Fauna des Fakfakgebirges gehören der Schwarzohr-Laubenvogel und Oninia senglaubi, ein Vertreter der Familie der Engmaulfrösche.